# Janidera insignata
Janidera insignata là một loài bọ cánh cứng trong họ Cerambycidae.